# Canton de Mamers
Le canton de Mamers est une division administrative française située dans le département de la Sarthe et la région Pays de la Loire.
À la suite du redécoupage cantonal de 2014, les limites territoriales du canton sont remaniées. Le nombre de communes du canton passe de 18 à 46.

## Géographie
Ce canton est organisé autour de Mamers dans l'arrondissement de Mamers. Son altitude varie de 67 m (Saint-Cosme-en-Vairais) à 341 m (Villaines-la-Carelle) pour une altitude moyenne de 138 m.

## Représentation

### Conseillers d'arrondissement (de 1833 à 1940)
| Période                                  | Période | Identité    | Étiquette | Qualité |
| ---------------------------------------- | ------- | ----------- | --------- | --- |
| 1833                                     |         | M. Villaine |           | Chirurgien à Mamers                                                                                         |
|                                          |         |             |           | |
| 1925                                     | 1940    | M. Desjouis | URD       | Vice-président du comice agricole de Mamers                                                                 |
| 1940                                     |         |             |           | Les conseils d'arrondissement ont été suspendus par la loi du 12 octobre 1940 et n'ont jamais été réactivés |
| Les données manquantes sont à compléter. |         |             |           | |

### Conseillers généraux de 1833 à 2015
| Période | Période      | Identité                                                       | Étiquette              | Qualité |
| ------- | ------------ | -------------------------------------------------------------- | ---------------------- | --- |
| 1833    | 1835 (décès) | Marin Gervais Chevallier (1780-1835)                           |                        | Propriétaire, maire de Mamers                                                                                             |
| 1836    | 1848         | Augustin-Henry Caillard d'Aillières                            | Majorité ministérielle | Maire d'Aillières depuis 1809, député (1837-1839), élu en 1848 dans le canton de La Fresnaye-sur-Chédouet                 |
| 1848    | 1852         | Charles Granger                                                | Républicain            | Pharmacien à Mamers |
| 1852    | 1854 (décès) | Pierre François Henri Bouvet de Gergy, comte de Louvigny       | Légitimiste            | Ancien officier, maire de Louvigny, député (1815-1827)                                                                    |
| 1854    | 1859 (décès) | Eugène Bouvet de Gergy, comte de Louvigny (frère du précédent) | Légitimiste            | Maître des requêtes au Conseil d'État, maire de Louvigny                                                                  |
| 1859    | 1871         | Jean Baptiste Augier (1811-1899)                               |                        | Maire de Mamers (1852-1868)                                                                                               |
| 1871    | 1874         | Jules Quesnay de Beaurepaire                                   | Républicain            | Magistrat et écrivain, puis avocat, propriétaire à Saint-Longis                                                           |
| 1874    | 1892         | Eugène Caillaux                                                | Monarchiste            | Ingénieur, député (1871-1876), sénateur (1876-1882), ministre (1874-1876 et 1877), maire d'Yvré-l'Évêque (1890-1896)      |
| 1892    | 1898         | Alphonse Adet                                                  | Républicain            | Entrepreneur de travaux publics Maire de Mamers (1886-1919)                                                               |
| 1898    | 1904         | Auguste Alexandre Saugeron                                     | Conservateur           | Pharmacien à Mamers |
| 1904    | 1919         | Joseph Caillaux (fils d'Eugène Caillaux)                       | Républicain            | Inspecteur des Finances, député (1898-1919), ministre (entre 1899 et 1911), président du Conseil (1911-1912)              |
| 1919    | 1940         | Ferdinand-François Chevreul                                    | Rad.ind.               | Médecin, maire de Mamers                                                                                                  |
|         |              |                                                                |                        | |
| 1945    | 1967         | Jean Doreau                                                    | Rad.                   | Conseiller à la Cour de cassation, propriétaire à Saint-Longis, président du conseil général (1951-1952)                  |
| 1967    | 1985         | Raymond Loiseau                                                | DVG                    | Maire de Saint-Cosme-en-Vairais                                                                                           |
| 1985    | 2015         | Jean-Pierre Chauveau                                           | RPR puis UMP           | Cadre de l'industrie, sénateur (2004-2005 et 2007-2014), maire de Commerveil depuis 2001, président de la CdC du Saosnois |

Le canton participe à l'élection du député de la cinquième circonscription de la Sarthe.

### Conseillers départementaux à partir de 2015
| Période élective | Période élective | Mandat | Mandat   | Identité                | Nuance | Nuance | Qualité |
| ---------------- | ---------------- | ------ | -------- | ----------------------- | ------ | ------ | --- |
| 2015             | 2021             | 2015   | 2021     | Frédéric Beauchef       |        | LR     | Juriste, maire de Mamers, président de la communauté de communes Maine Saosnois, 6e vice-président du conseil départemental |
| 2015             | 2021             | 2015   | 2021     | Monique Nicolas-Liberge |        | UDI    | Adjointe au maire d'Arçonnay                                                                                                |
| 2021             | 2028             | 2021   | en cours | Frédéric Beauchef       |        | LR     | Conseiller sortant, 2e vice-président du conseil départemental                                                              |
| 2021             | 2028             | 2021   | en cours | Monique Nicolas-Liberge |        | UDI    | Conseillère sortante |

### Résultats détaillés

#### Élections de mars 2015
À l'issue du 1er tour des élections départementales de 2015, deux binômes sont en ballottage : Frédéric Beauchef et Monique Nicolas Liberge (Union de la Droite, 43,77 %) et Irina Merel et Lionel Neveu (FN, 30,37 %). Le taux de participation est de 52,71 % (10 727 votants sur 20 350 inscrits) contre 49,74 % au niveau départemental et 50,17 % au niveau national.
Au second tour, Frédéric Beauchef et Monique Nicolas Liberge (Union de la Droite) sont élus avec 64,11 % des suffrages exprimés et un taux de participation de 53,73 % (6 164 voix pour 10 937 votants et 20 357 inscrits).

#### Élections de juin 2021
Le premier tour des élections départementales de 2021 est marqué par un très faible taux de participation (33,26 % au niveau national). Dans le canton de Mamers, ce taux de participation est de 32,34 % (6 414 votants sur 19 830 inscrits) contre 29,78 % au niveau départemental. À l'issue de ce premier tour, deux binômes sont en ballottage : Frederic Beauchef et Monique Nicolas-Liberge (Union à droite, 53,97 %) et Éric de Vilmarest et Suzanne Hovasse (RN, 16,29 %).
Le second tour des élections est marqué une nouvelle fois par une abstention massive équivalente au premier tour. Les taux de participation sont de 34,36 % au niveau national, 30,67 % dans le département et 33,52 % dans le canton de Mamers. Frederic Beauchef et Monique Nicolas-Liberge (Union à droite) sont élus avec 79,65 % des suffrages exprimés (4 823 voix pour 6 646 votants et 19 825 inscrits),,.

## Composition

### Composition avant 2015

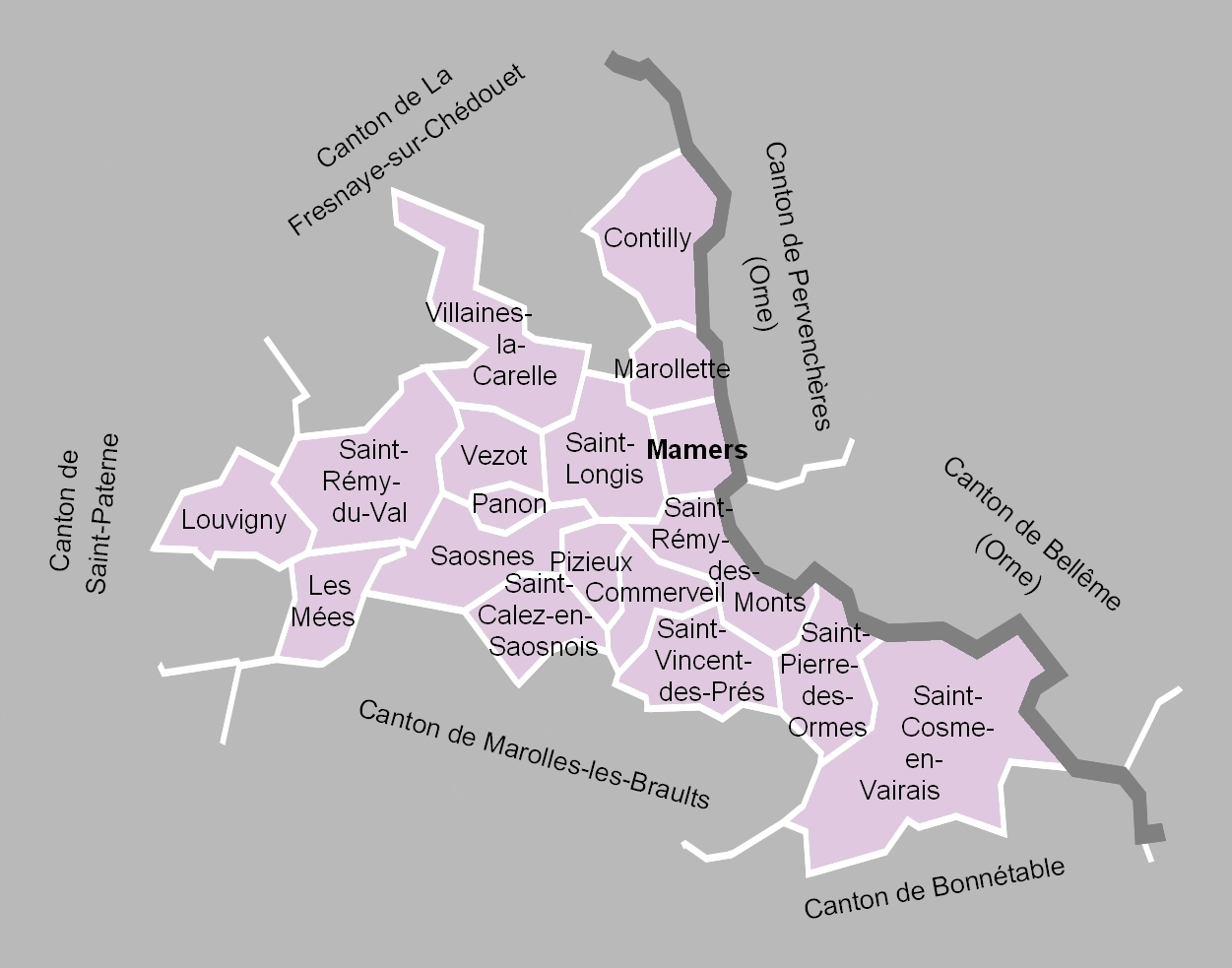
La carte des communes du canton. Les cantons limitrophes étaient ceux de Saint-Paterne, de La Fresnaye-sur-Chédouet, de Pervenchères, de Bellême, de Bonnétable et de Marolles-les-Braults.

Situation du canton dans l'arrondissement de Mamers.

Le canton de Mamers regroupait dix-huit communes.
| Nom                     | Code Insee | Codepostal | Superficie (km2) | Population (dernière pop. légale) | Densité (hab./km2) |
| ----------------------- | ---------- | ---------- | ---------------- | --------------------------------- | ------------------ |
| Mamers (chef-lieu)      | 72180      | 72600      | 5,05             | 5 423 (2012)                      | 1 074              |
| Commerveil              | 72086      | 72600      | 5,64             | 118 (2012)                        | 21                 |
| Contilly                | 72091      | 72600      | 12,48            | 140 (2012)                        | 11                 |
| Louvigny                | 72170      | 72600      | 8,71             | 194 (2012)                        | 22                 |
| Marollette              | 72188      | 72600      | 5,70             | 138 (2012)                        | 24                 |
| Les Mées                | 72192      | 72260      | 6,80             | 103 (2012)                        | 15                 |
| Panon                   | 72227      | 72600      | 2,37             | 43 (2012)                         | 18                 |
| Pizieux                 | 72238      | 72600      | 4,51             | 83 (2012)                         | 18                 |
| Saint-Calez-en-Saosnois | 72270      | 72600      | 7,19             | 167 (2012)                        | 23                 |
| Saint-Cosme-en-Vairais  | 72276      | 72110      | 32,63            | 1 998 (2012)                      | 61                 |
| Saint-Longis            | 72295      | 72600      | 11,22            | 525 (2012)                        | 47                 |
| Saint-Pierre-des-Ormes  | 72313      | 72600      | 10,12            | 230 (2012)                        | 23                 |
| Saint-Rémy-des-Monts    | 72316      | 72600      | 10,12            | 676 (2012)                        | 67                 |
| Saint-Rémy-du-Val       | 72317      | 72600      | 16,54            | 554 (2012)                        | 33                 |
| Saint-Vincent-des-Prés  | 72324      | 72600      | 10,51            | 512 (2012)                        | 49                 |
| Saosnes                 | 72326      | 72600      | 11,25            | 210 (2012)                        | 19                 |
| Vezot                   | 72372      | 72600      | 6,35             | 65 (2012)                         | 10                 |
| Villaines-la-Carelle    | 72374      | 72600      | 14,70            | 163 (2012)                        | 11                 |

À la suite du redécoupage des cantons pour 2015, toutes les communes sont rattachées au nouveau territoire du canton de Mamers auquel s'ajoutent les sept communes du canton de La Fresnaye-sur-Chédouet, les dix-sept du canton de Marolles-les-Braults et quatre du canton de Saint-Paterne.

#### Anciennes communes
Les anciennes communes suivantes étaient incluses dans le territoire du canton de Mamers antérieur à 2015, :
- Mont-Renault, absorbée en 1810 par Saosnes.
- Champaissant et Contres-en-Vairais, absorbées en 1964 par Saint-Cosme-de-Vair. La commune prend le nom de Saint-Cosme-en-Vairais.
- Le Val, absorbée en 1964 par Saint-Rémy-du-Plain. La commune prend le nom de Saint-Rémy-du-Val.

### Composition depuis 2015
Lors du redécoupage de 2014, le canton de Mamers regroupait quarante-six communes entières.
À la suite de la création des communes nouvelles de Saint-Paterne - Le Chevain au 1er janvier 2017 et de Marolles-les-Braults au 1er janvier 2019, le canton comprend désormais quarante-quatre communes entières.
| Nom                            | Code Insee | Intercommunalité  | Superficie (km2) | Population (dernière pop. légale) | Densité (hab./km2) | Modifier                                    |
| ------------------------------ | ---------- | ----------------- | ---------------- | --------------------------------- | ------------------ | ------------------------------------------- |
| Mamers (bureau centralisateur) | 72180      | CC Maine Saosnois | 5,05             | 5 080 (2022)                      | 1 006              | modifier les données · modifier les données |
| Aillières-Beauvoir             | 72002      | CC Maine Saosnois | 15,07            | 199 (2022)                        | 13                 | modifier les données · modifier les données |
| Arçonnay                       | 72006      | CU d'Alençon      | 7,85             | 1 897 (2022)                      | 242                | modifier les données · modifier les données |
| Les Aulneaux                   | 72015      | CC Maine Saosnois | 8,17             | 107 (2022)                        | 13                 | modifier les données · modifier les données |
| Avesnes-en-Saosnois            | 72018      | CC Maine Saosnois | 5,68             | 88 (2022)                         | 15                 | modifier les données · modifier les données |
| Blèves                         | 72037      | CC Maine Saosnois | 2,04             | 129 (2022)                        | 63                 | modifier les données · modifier les données |
| Champfleur                     | 72056      | CU d'Alençon      | 13,14            | 1 303 (2022)                      | 99                 | modifier les données · modifier les données |
| Chenay                         | 72076      | CU d'Alençon      | 2,16             | 259 (2022)                        | 120                | modifier les données · modifier les données |
| Commerveil                     | 72086      | CC Maine Saosnois | 5,64             | 138 (2022)                        | 24                 | modifier les données · modifier les données |
| Congé-sur-Orne                 | 72088      | CC Maine Saosnois | 11,24            | 320 (2022)                        | 28                 | modifier les données · modifier les données |
| Contilly                       | 72091      | CC Maine Saosnois | 12,48            | 135 (2022)                        | 11                 | modifier les données · modifier les données |
| Courgains                      | 72104      | CC Maine Saosnois | 14,66            | 585 (2022)                        | 40                 | modifier les données · modifier les données |
| Dangeul                        | 72112      | CC Maine Saosnois | 13,64            | 482 (2022)                        | 35                 | modifier les données · modifier les données |
| Louvigny                       | 72170      | CC Maine Saosnois | 8,71             | 175 (2022)                        | 20                 | modifier les données · modifier les données |
| Louzes                         | 72171      | CC Maine Saosnois | 8,24             | 104 (2022)                        | 13                 | modifier les données · modifier les données |
| Lucé-sous-Ballon               | 72174      | CC Maine Saosnois | 6,78             | 105 (2022)                        | 15                 | modifier les données · modifier les données |
| Marolles-les-Braults           | 72189      | CC Maine Saosnois | 24,19            | 2 038 (2022)                      | 84                 | modifier les données · modifier les données |
| Marollette                     | 72188      | CC Maine Saosnois | 5,70             | 159 (2022)                        | 28                 | modifier les données · modifier les données |
| Les Mées                       | 72192      | CC Maine Saosnois | 6,80             | 105 (2022)                        | 15                 | modifier les données · modifier les données |
| Meurcé                         | 72194      | CC Maine Saosnois | 6,16             | 272 (2022)                        | 44                 | modifier les données · modifier les données |
| Mézières-sur-Ponthouin         | 72196      | CC Maine Saosnois | 17,88            | 735 (2022)                        | 41                 | modifier les données · modifier les données |
| Moncé-en-Saosnois              | 72201      | CC Maine Saosnois | 8,81             | 234 (2022)                        | 27                 | modifier les données · modifier les données |
| Monhoudou                      | 72202      | CC Maine Saosnois | 7,52             | 207 (2022)                        | 28                 | modifier les données · modifier les données |
| Nauvay                         | 72214      | CC Maine Saosnois | 2,71             | 12 (2022)                         | 4,4                | modifier les données · modifier les données |
| Neufchâtel-en-Saosnois         | 72215      | CC Maine Saosnois | 23,41            | 1 023 (2022)                      | 44                 | modifier les données · modifier les données |
| Nouans                         | 72222      | CC Maine Saosnois | 9,96             | 255 (2022)                        | 26                 | modifier les données · modifier les données |
| Panon                          | 72227      | CC Maine Saosnois | 2,37             | 33 (2022)                         | 14                 | modifier les données · modifier les données |
| Peray                          | 72233      | CC Maine Saosnois | 2,45             | 71 (2022)                         | 29                 | modifier les données · modifier les données |
| Pizieux                        | 72238      | CC Maine Saosnois | 4,51             | 74 (2022)                         | 16                 | modifier les données · modifier les données |
| René                           | 72251      | CC Maine Saosnois | 12,52            | 390 (2022)                        | 31                 | modifier les données · modifier les données |
| Saint-Aignan                   | 72265      | CC Maine Saosnois | 15,13            | 246 (2022)                        | 16                 | modifier les données · modifier les données |
| Saint-Calez-en-Saosnois        | 72270      | CC Maine Saosnois | 7,19             | 185 (2022)                        | 26                 | modifier les données · modifier les données |
| Saint-Cosme-en-Vairais         | 72276      | CC Maine Saosnois | 32,63            | 1 884 (2022)                      | 58                 | modifier les données · modifier les données |
| Saint-Longis                   | 72295      | CC Maine Saosnois | 11,22            | 511 (2022)                        | 46                 | modifier les données · modifier les données |
| Saint-Paterne - Le Chevain     | 72308      | CU d'Alençon      | 12,93            | 2 090 (2022)                      | 162                | modifier les données · modifier les données |
| Saint-Pierre-des-Ormes         | 72313      | CC Maine Saosnois | 10,12            | 212 (2022)                        | 21                 | modifier les données · modifier les données |
| Saint-Rémy-des-Monts           | 72316      | CC Maine Saosnois | 10,12            | 705 (2022)                        | 70                 | modifier les données · modifier les données |
| Saint-Rémy-du-Val              | 72317      | CC Maine Saosnois | 16,54            | 498 (2022)                        | 30                 | modifier les données · modifier les données |
| Saint-Vincent-des-Prés         | 72324      | CC Maine Saosnois | 10,51            | 503 (2022)                        | 48                 | modifier les données · modifier les données |
| Saosnes                        | 72326      | CC Maine Saosnois | 11,25            | 218 (2022)                        | 19                 | modifier les données · modifier les données |
| Thoigné                        | 72354      | CC Maine Saosnois | 7,31             | 165 (2022)                        | 23                 | modifier les données · modifier les données |
| Vezot                          | 72372      | CC Maine Saosnois | 6,35             | 77 (2022)                         | 12                 | modifier les données · modifier les données |
| Villaines-la-Carelle           | 72374      | CC Maine Saosnois | 14,70            | 137 (2022)                        | 9,3                | modifier les données · modifier les données |
| Villeneuve-en-Perseigne        | 72137      | CU d'Alençon      | 86,70            | 2 189 (2022)                      | 25                 | modifier les données · modifier les données |
| Canton de Mamers               | 7209       |                   | 528,24           | 26 334 (2022)                     | 50                 | modifier les données                        |

## Démographie

### Démographie avant 2015
| 1962   | 1968   | 1975   | 1982   | 1990   | 1999   | 2006   | 2011   | 2012   |
| ------ | ------ | ------ | ------ | ------ | ------ | ------ | ------ | ------ |
| 11 390 | 11 916 | 12 111 | 12 011 | 11 612 | 11 638 | 11 472 | 11 374 | 11 342 |

### Démographie depuis 2015
En 2022, le canton comptait 26 334 habitants, en évolution de −2,37 % par rapport à 2016 (Sarthe : −0,25 %, France hors Mayotte : +2,11 %).
| 2013   | 2018   | 2022   |
| ------ | ------ | ------ |
| 27 197 | 26 674 | 26 334 |